# Kościół staroluterański w Nowym Tomyślu
Kościół staroluterański w Nowym Tomyślu – kościół staroluterański, który znajdował się w Nowym Tomyślu od 1858 do lat 70. XX wieku. Mieścił się przy obecnej ul. Długiej.

## Historia
Był to obiekt parafii (gminy) staroluterańskiej powstałej w Nowym Tomyślu w 1835. Jej założycielami byli: mistrz młynarski Johann Georg Reisch, szewc Johann Christian Schupelius z Sątopów, Menzel z Borui oraz właściciel młyna Aleksander Maennel. Spośród bardziej znanych osobistości lokalnego środowiska do tego grona w 1838 wstąpił aptekarz Friedrich August Otto Kliche. W 1858 roku, po pożarze domu chirurga królewskiego Carla Heiniricha Stellmachera, pierwszego miejsca, w którym organizowano nabożeństwa, parafia wzniosła własny kościół, który został poświęcony 15 listopada 1858. W 1871 zakupiono znajdujący się vis-à-vis kościoła dom z ogrodem z przeznaczeniem na pastorówkę. W 1875 parafia posiadała 872 wyznawców, zaś krótko przed I wojną światową ok. tysiąca wiernych. Po 1919 parafia straciła około połowę liczby wiernych.
W okresie II Rzeczypospolitej parafia należała do Kościoła Ewangelicko-Luterskiego w Polsce Zachodniej.
Po 1945 kościół został przeznaczony na skład mebli, który w połowie lat 70. XX wieku spłonął. Po pożarze budynek rozebrano.